# Jan Nepomucen Bobrowicz
Jan Nepomucen Bobrowicz   (Cracòvia, 12 de maig de 1805 - Dresden, 2 de novembre de 1881) fou un virtuós guitarrista i compositor polonès, anomenat de vegades "el Chopin de la guitarra".

## Biografia
Bobrowicz va néixer a Cracòvia el maig de 1805 i fou batejat com a Feliks Jan, però mai no va utilitzar el seu primer nom. Els seus pares, Jan i Marianna, provenien de Kowno. Com que pertanyien a la noblesa, Bobrowicz va publicar més tard amb el nom de Bobrowicz. El pare, Jan, era membre de la Societat d’Amics de la Música de Cracòvia i era el responsable temporal d’organitzar els seus concerts.
Poc se sap sobre la primera educació musical de Bobrowicz; segons el seu propi relat, va començar a tocar la guitarra als tres anys. Presumiblement va anar a Viena del 1816 al 1818 per rebre classes de guitarra de Mauro Giuliani (probablement el virtuós de la guitarra més important del seu temps) i classes de composició amb Carl Czerny (alumne de Ludwig van Beethoven i professor de Franz Liszt) o Johann Nepomuk Hummel.
Jan Nepomucen es va unir a la Societat d'Amics de la Música de Cracòvia vers el 1822. A Cracòvia feu les seves primeres aparicions en públic i va estar actiu com a compositor des del 1821 fins al 1830.Tot i això, la futura carrera de Bobrowicz no estaria relacionada amb la música, sinó amb l'edició i la venda de llibres.
El 1829 Bobrowicz va entrar al servei del senat de la República de Cracòvia com a secretari i va participar activament en la revolta de novembre de 1830/31 com a lloctinent de cavalleria. Després del final de la revolta, Bobrowicz, un oficial que havia estat condecorat amb l'Orde Virtuti Militari, va marxar a Prússia amb les tropes derrotades del general Rybiński. Des d’allà va intentar, com molts dels seus compatriotes, arribar a l’Europa occidental i a principis del 1832 va travessar la frontera del Regne de Saxònia amb el nom de Tamulewicz, però va haver de quedar-se a Leipzig a causa d’una malaltia, on es va convertir en el cap de la "Biblioteca estrangera".
Com que havia entrat al país de forma il·legal i amb un nom fals, va estar sota constant vigilància de les autoritats policials saxones i fins i tot va estar empresonat durant algun temps el novembre de 1834. Mentrestant, com a virtuós de la guitarra, que fins i tot el 1833 havia estat anomenat "el Chopin de la guitarra", i com a compositor, va aconseguir reconeixement alemany. Diverses editorials van publicar les seves obres a partir del 1826.Va aconseguir una feina a Breitkopf & Härtel. La família Härtel va donar suport a Bobrowicz una vegada i una altra, per exemple, enviant escrits a les autoritats de seguretat, on se li certificava la neutralitat política i el desinterès per les qüestions polítiques. Evidentment, aquestes manifestacions tenien la intenció de tranquil·litzar les autoritats; Bobrowicz era un defensor compromès de la causa nacional polonesa.
El 1834, l'empresa va publicar la "Biblioteca de butxaca dels clàssics polonesos" polonès: Biblioteka Kieszonkowa Klasyków Polskich. Va ser Bobrowicz qui es va convertir en l'editor de la sèrie. La tasca, que va donar publicitat a l'editor polonès, era la preparació d'una edició de deu volums del "Herbarz Polski" de Kasper Niesiecki. L'edició va ser publicada els anys 1839–1846 per B&H.
Bobrowicz va treballar també com a professor, concertista i compositor. En els seus concerts, però, normalment no tocava les seves pròpies obres, sinó clàssics de Paganini, Giuliani, Hummel o Moscheles, sovint amb arranjaments de Giuliani. Entre els seus acompanyants als concerts hi havia els violonistes Karol Lipiński, Friedrich Wilhelm Eichler, i la pianista Clara Wieck.
| « | El 1833, el senyor Bobrowicz va tocar amb tant de talent al concert de Clara Wieck (Me. Schuman), que un comentarista de la "Gazette musicale" l'anomenà "el Chopin de la guitarra." | » |

El 1836 o el 1837 Bobrowicz es va casar amb Friederike Victorie Henriette Petit, que provenia d’una família de comerciants que havia emigrat des de França. La parella va tenir quatre fills (Feliks Oskar (1838), Jozef Władysław (1840), Jan Adam Stanisław (1843), Karol Klemens Mirosław (1848)) i quatre filles (Zofia Helena (1841), Wiktoria Maria Wanda (1842), Aleksandra Jadwiga Malwina (1844), Maria Kazimiera (1846)).
El 1848 Bobrowicz es va naturalitzar i va obrir el seu propi negoci editorial, la Librairie Étrangère, en la qual es van publicar centenars d’obres, principalment de literatura polonesa, en els anys següents. No obstant això, el negoci no va tenir èxit. El 1859, Jan Nepomucen Bobrowicz es va declarar en fallida. Les edicions restants després del col·lapse de la Llibreria Estrangera van ser comprades per Zygmunt Gerstmann. Després d'això, Bobrowicz es va traslladar a Dresden el 1858, on va continuar treballant com a editor i va morir d'un ictus el 1881 a l'edat de 76 anys.

## Tasca com a editor
Bobrowicz va publicar 400 volums d’obres poloneses, la meitat d’elles a la seva pròpia empresa.
- „Biblioteka Kieszonkowa Klasyków Polskich” – Breitkopf und Härtel, 1834. Va publicar els tres darrers volums a la seva pròpia empresa el 1853.
- „Herbarz Polski” Kaspra Niesieckiego – Breitkopf und Härtel, 1839-1846.[4]
- „Biblioteka Powieści Historycznych” – Librairie Étrangère, 1844-1856.
- „Biblioteka Malownicza Najzabawniejszych Powieści dla Dzieci” – Librairie Étrangère, 1846.

## Selecció d'obres
La majoria de les seves obres de guitarra estan escrites com a tema amb variacions. Ophee descriu la seva composició com una combinació de les qualitats tècniques de Giuliani amb el llenguatge harmònic de Chopin.
- Grandes variations sur un duo de l'opéra 'Don Juan', Op. 6
- Air d'Ukraine varié, Op. 7
- Variations brillantes sur un thème original, Op. 10
- Six Valses et polonaise, Op. 11 (com a Op. 11b versió per a flauta i guitarra)
- L'Impromptu variations, Op. 12
- Introduction, variations et polonoise sur un thème original des Tiroliens, Op. 13
- Variations sur la cavatine favorite de l'opéra 'Zelmira', de Rossini, Op. 16
- Distractions-rondeau brillant et facile, Op. 17
- Variations sur une valse favorite, Op. 18
- Quatre Marches, Op. 19
- Introduction et variations sur l'air polonais 'Ja ciebie nie zapomnę', Op. 20
- Souvenir de F. Hérold. Grand potpourri sur des motifs de l'opéra 'Zampa, ou La Fiancée de marbre', Op. 21
- Première grande polonaise, Op. 24
- Drei Märsche, Op. 25
- Variations de bravoure sur un thème de Caraffa, 'Oh! cara memoria', Op. 28
- Variations et polonaise sur un duo de l'opéra 'I Montecchi e Capuleti', Op. 30